# Fritz Römer
Hermann Joseph Fritz Römer (* 10 de abril de 1866 , Mörs; † 20 de marzo de 1909 , Fráncfort del Meno) fue un botánico, y zoólogo alemán.

## Vida
Fritz Römer asistió al Gymnasium de Herford, en 1888 con éxito. A continuación hizo su servicio militar de un año de voluntariado y comenzó en 1889 en la Universidad de Jena a estudiar ciencias naturales con enfoque a zoología. Después de su obra: Über den Bau und die Entwickelung des Panzers der Gürteltiere se graduó, y el 1 de octubre de 1892 fue asistente de Ernst Haeckel en el "Zoologischen Institut" de la Universidad de Jena. Haeckel lo describió más tarde como el mejor ", la más brillante y más conciencia de todos los asistentes," que había tenido nunca. Romer se ocupó principalmente en Jena con la piel y la formación de pelo de los vertebrados.

## Algunas publicaciones
- 1893. Über den Bau und die Entwickelung des Panzers der Gürteltiere (Acerca de la construcción y el desarrollo del caparazón del armadillo). Inauguraldissertation, Jena
- --------, Fritz Schaudinn (edts.) Fauna Arctica. Eine Zusammenstellung der arktischen Tierformen mit besonderer Berücksichtigung des Spitzbergen-Gebietes auf Grund der Ergebnisse der Deutschen Expedition in das nördliche Eismeer im Jahre 1898 (Fauna Ártica. Una colección de formas animales del Ártico con especial énfasis en la zona de Spitsbergen basado en los resultados de la expedición alemana al Océano Ártico en 1898). 6 tomos, 1901, pp. 169–184
- --------. Die Ctenophoren. ebenda, tomo 3, 1903, pp. 65–90

- La abreviatura «Fr.Römer» se emplea para indicar a Fritz Römer como autoridad en la descripción y clasificación científica de los vegetales.[1]